# Massimo Teodori
Massimo Teodori (Force, 9 settembre 1938) è un politico, storico e giornalista italiano.

## Biografia
Militante politico nelle organizzazioni giovanili (Gioventù liberale) e universitarie (Unione Goliardica Italiana) diviene ben presto dirigente del Partito Radicale di cui è stato uno dei fondatori nel 1956 e dei rifondatori nel 1963. Deputato eletto nelle liste del Partito Radicale nel 1979 e ancora nel 1983 e nel 1987, si distingue in parlamento per alcune battaglie sui diritti civili e contro la corruzione. Nel 1980 tenne uno dei più lunghi discorsi della storia parlamentare italiana parlando per 16 ore e 15 minuti contro le leggi di emergenza.
Durante il periodo di militanza nel Partito Radicale, tra il 1972 e il 1989, è stato tra i promotori dei numerosi referendum proposti dal partito. In parlamento è membro delle commissioni di inchiesta "Caso Sindona", "P2", "Antimafia" e della "Commissione Stragi e terrorismo" e redige relazioni di minoranza che divengono importanti strumenti documentari per chi vuole conoscere l'Italia del malaffare.
Nel 1990 si dimette dalla Camera dei deputati. Nel gennaio 1992 diviene senatore della Repubblica, subentrando al posto del senatore Gianfranco Mariotti, deceduto durante la X legislatura; aderisce al gruppo Federalista Europeo Ecologista.
Alle successive elezioni politiche dell'aprile 1992 insieme ad altri esponenti culturali promuove una lista nazionale denominata "Sì Referendum" guidata da Massimo Severo Giannini che tuttavia non raggiunge il quorum per eleggere rappresentanti in parlamento.
Nel 1994 si candida come capolista della Lista Marco Pannella per la camera per il proporzionale, ma essa non raggiunge il quorum richiesto del 4%.
Nel 2001 è candidato nella lista di Forza Italia, come indipendente, alla Camera dei deputati nel collegio di Cinisello Balsamo (MI); ma viene eletto il candidato de L'Ulivo Marco Fumagalli.. Nelle successive elezioni fa dichiarazioni di astensionismo.
Nel 2011 fonda "Libera Italia, Associazione nazionale della democrazia laica, liberale e socialista" di cui è presidente.

## Attività accademica e giornalistica
Pur essendo laureato in architettura nel 1964 con i professori Bruno Zevi e Ludovico Quaroni, è stato chiamato come professore incaricato nel 1971 ad insegnare "Storia americana" all'Università del Salento. È stato per quasi tre decenni, dal 1979 al 2007 (anno in cui si dimette dall'incarico), professore ordinario di "Storia e istituzioni degli Stati Uniti" quale titolare della cattedra presso la facoltà di scienze politiche dell'Università degli Studi di Perugia. Ha insegnato anche "Politica italiana contemporanea" alla Libera università internazionale degli studi sociali Guido Carli (Luiss) di Roma (1977-1981) e alla Johns Hopkins University di Bologna (1975-1977). Negli Stati Uniti ha tenuto corsi e seminari presso la University of California, la Columbia University e l'Università di Harvard.
È stato in passato editorialista di alcuni quotidiani e riviste di diffusione nazionale come il manifesto, L'Indipendente, La Voce, Il Messaggero, il Giornale, Il Mondo, Panorama, Epoca. Attualmente scrive sui quotidiani Corriere della Sera e Il Sole 24 Ore-domenicale e sul settimanale L'Espresso, oltre a tenere una rubrica sulla rivista Prima Comunicazione.
Autore di oltre trenta volumi di storia contemporanea e americana e di sociologia politica pubblicati in diversi paesi, ha vinto numerosi premi quali il premio Saint Vincent per il giornalismo, il premio Stresa il Premio Nazionale Rhegium Julii per la saggistica e il premio Ignazio Silone. È stato insignito, primo tra gli italiani, della Menorah d'oro per avere lanciato l'Israele Day.

## Opere
- Libro bianco su il Partito Radicale e le altre organizzazioni della sinistra (a cura, con A. Bandinelli e S. Pergameno), Ediz. radicali 1967.
- Architettura e città in Gran Bretagna, Cappelli, Bologna 1967.
- America Radicale, Bramante editrice, Milano, 1969.
- La nuova sinistra americana, Feltrinelli, Milano, 1970.
- Note sulla "nuova rivoluzione americana" , Milella, Lecce, 1973.
- La fine del mito americano. Saggio sulla storia, la politica e la società USA dal 1960 al 1970, Feltrinelli, Milano, 1975.
- Per l'alternativa, Dal partito del mutamento al progetto socialista, Feltrinelli, Milano, 1975.
- Storia delle nuove sinistre in Europa, Mulino, Bologna, 1976.
- Italia e America dalla grande guerra a oggi (a cura, con Gian Giacomo Migone e Giorgio Spini), Marsilio, Padova, 1976.
- Pluralismo, appunti (coll.), Rai, Roma, 1976.
- I nuovi radicali, storia e sociologia di un movimento politico (con P.Ignazi e Angelo Panebianco), Arnoldo Mondadori Editore, Milano, 1977.
- Radicalism in contemporary Age (coll), Columbia University Press, New York, 1977.
- L'antagonista radicale (a cura), Edizioni radicali, 1978.
- Radicali o qualunquisti? (con F.Corleone, A.Panebianco, L. Strik Lievers), Savelli, Roma, 1978.
- Eurocomunismo, mito o realtà (collettaneo), Mondadori, Milano, 1978.
- La banda Sindona. Storia di un ricatto: DC, Vaticano, Bankitalia, P2, Mafia, servizi segreti, Gammalibri, Milano, 1982.
- Arcana dominationis e arcana seditionis, tipogr. Abete, Roma, 1985.
- P2: la controstoria, Sugarco, Milano, 1986.
- Democrazia, parlamento, Mass media, (coll), Senato Repubblica, 1986.
- No alla legge sulla droga repressiva, illiberale, ingiusta (a cura), Gruppo federalista europeo, Roma, 1989.
- Misteri, Montecitorio, Malaffare, prefazione di Ernesto Galli della Loggia, Il Fenicottero, Bologna, 1991.
- Costituzione italiana e modello americano. Memorandum per la riforma dello Stato, postfazione di Fabio Luca Cavazza, Sperling & Kupfer, Milano, 1992.
- Come voterai. Tutto quello che devi sapere per capire le nuove proposte di riforma elettorale, Stampa alternativa, Roma, 1993.
- Ladri di democrazia. Dalla P2 a tangentopoli. Il malaffare politico che ha portato alla fine della Repubblica, Pironti, Napoli, 1994.
- Una nuova Repubblica? Il voto e la riforma elettorale, il tramonto dei partiti, la questione del governo nella democrazia e l'alternanza, pref. di A. Panebianco, Sperling & Kupfer, Milano, 1994.
- Marco Pannella. Un eretico liberale nella crisi della Repubblica, Marsilio, Padova, 1996.
- Il sistema politico americano, Tascabili Newton, Roma, 1996.
- Storia degli Stati Uniti d'America, Tascabili Newton, Roma, 1996.
- L'anticomunismo democratico in Italia. Liberali e socialisti che non tacquero su Stalin e Togliatti, Liberal-libri, Firenze, 1998.
- Soldi e partiti. Quanto costa la democrazia in Italia?, Ponte alle grazie, Milano, 1999.
- Maledetti americani. Destra, sinistra e cattolici: storia del pregiudizio antiamericano, pref. di Sergio Romano, Mondadori, 2002.
- Benedetti Americani. Dall'Alleanza Atlantica alla Guerra contro il terrorismo, Mondadori, Milano.
- L'Europa non è l'America. L'Occidente di fronte al terrorismo, Mondadori, Milano, 2004.
- Raccontare l'America. Due secoli di orgogli e pregiudizi, Oscar saggi Mondadori, Milano, 2005.
- Laici. L'imbroglio italiano, Marsilio, Venezia, 2006. Laicismo e laicità. L'imbroglio di una falsa contrapposizione. https://web.archive.org/web/20091221183404/http://www.filosofia.it/pagine/argomenti/Laicita/Laicitalaicismo_falsa_contrapposizione_MTeodori.PDF
- Nicola Matteucci, liberale scomodo, Luiss Univ.Press, Roma, 2007.
- Storia degli Stati Uniti e il sistema politico americano, Newton & Compton, Roma, 2008.
- Storia dei laici nell'Italia clericale e comunista, Marsilio Venezia, 2008.
- Contro i clericali. Dal divorzio al testamento biologico:la grande sfida dei laici, Longanesi, Milano, 2009.
- Pannunzio. Dal 'Mondo' al Partito radicale: vita di un intellettuale del Novecento, Mondadori, Milano, 2010.
- Philip Godgift (pseudonimo), I 99 giorni che travolsero il Cavaliere, Fazi, Roma, 2011.
- Risorgimento laico. Gli inganni clericali sull'Unità d'Italia, Rubbettino, Soveria Mannelli, 2011.
- Vaticano rapace. Lo scandaloso finanziamento dell'Italia alla Chiesa , Venezia, I Grilli, Marsilio 2013.
- Complotti. Come i politici ci ingannano (con Massimo Bordin), Venezia, Marsilio, 2014.
- Massimo Teodori, Il vizietto cattocomunista, collana Nodi, Marsilio, 2015,  p. 176, ISBN 978-88-317-2233-9.